# Gerry Turpin
Pour les articles homonymes, voir Turpin.
Gerald Leslie Turpin, né le 1er septembre 1925 à Wandsworth (Grand Londres), mort le 16 septembre 1997 dans le district de Cotswold (Gloucestershire), est un directeur de la photographie anglais.
Membre de la BSC, il en est le président de 1977 à 1979.
Il est généralement crédité Gerry Turpin (plus rarement, Gerald Turpin).

## Biographie
Au cinéma, Gerry Turpin est premier assistant opérateur sur douze films sortis de 1945 à 1954, dont Plus fort que le diable de John Huston (1953). Il devient cadreur sur quatorze autres films sortis de 1953 à 1963, dont Le Voyeur de Michael Powell (1960).
Comme chef opérateur, il exerce sur seize films sortis de 1959 à 1973 (majoritairement britanniques, plus quelques films américains ou coproductions), après quoi il se retire quasiment. Il collabore toutefois à un ultime film sorti en 1985, Le Docteur et les Assassins de Freddie Francis (avec Timothy Dalton et Jonathan Price).
Deux de ses films britanniques, Les Chuchoteurs de Bryan Forbes (1967, avec Edith Evans et Eric Portman) et Ah Dieu ! que la guerre est jolie de Richard Attenborough (1969, avec Colin Farrell), lui permettent chacun de gagner le British Academy Film Award de la meilleure photographie.
Gerry Turpin est également directeur de la photographie sur deux séries, la première en 1964, la seconde en 1965 étant Chapeau melon et bottes de cuir (cinq épisodes).

## Filmographie complète
(au cinéma, sauf mention contraire)

### Comme premier assistant opérateur
- 1945 : Au cœur de la nuit (Dead of Night) d'Alberto Cavalcanti et autres
- 1946 : J'étais un prisonnier (The Captive Heart) de Basil Dearden
- 1947 : The Loves of Joanna Godden de Charles Frend
- 1948 : Les Guerriers dans l'ombre (Against the Wind) de Charles Crichton (deuxième équipe)
- 1949 : Dick Barton Strikes Back de Godfrey Grayson
- 1950 : No Trace de John Gilling
- 1950 : Cette sacrée jeunesse (The Happiest Days of Your Life) de Frank Launder
- 1951 : Scrooge de Brian Desmond Hurst
- 1952 : The Frightened Man de John Gilling
- 1952 : Curtain Up de Ralph Smart
- 1953 : Plus fort que le diable (Beat the Devil) de John Huston
- 1954 : Chaussure à son pied (Hobson's Choice) de David Lean

### Comme cadreur
- 1953 : Coup de feu au matin (Rough Shoot) de Robert Parrish
- 1957 : Commando sur le Yang-Tsé (Yangtse Incident : The Story of H.M.S. Amethyst) de Michael Anderson
- 1957 : L'Enfer des tropiques (Fire Down Below) de Robert Parrish
- 1957 : Stars in Your Eyes de Maurice Elvey
- 1957 : La Vérité presque nue (The Naked Truth) de Mario Zampi
- 1958 : The Man Who Wouldn't Talk d'Herbert Wilcox
- 1959 : Too Many Crooks de Mario Zampi
- 1960 : Le Voyeur (Peeping Tom) de Michael Powell
- 1962 : It's Trad, Dad! de Richard Lester
- 1962 : Play It Cool de Michael Winner
- 1962 : Brûle, sorcière, brûle (Night of the Eagle) de Sidney Hayers
- 1962 : We Joined the Navy de Wendy Toye
- 1963 : Les Heures brèves (Stolen Hours) de Daniel Petrie
- 1963 : Ladies Who Do de C.M. Pennington-Richards

### Comme directeur de la photographie
- 1959 : Lune de miel (Luna de miel) de Michael Powell (associé)
- 1961 : The Queen's Guards de Michael Powell
- 1964 : The Human Jungle, série
  - Saison 2, épisode 13 The Man Who Fell Apart de Roy Ward Baker
- 1964 : Le Rideau de brume (Seance on a Wet Afternoon) de Bryan Forbes
- 1965 : Chapeau melon et bottes de cuir, première série (The Avengers)
  - Saison 4, épisode 1 Les Aigles (The Master Minds) de Peter Graham Scott, épisode 2 Meurtre par téléphone (Dial a Deadly Number), épisode 3 Mort en magasin (Death at Bargain Prices) de Charles Crichton, épisode 4 Faites de beaux rêves (Too Many Christmas Trees) de Roy Ward Baker, et épisode 7 Cœur à cœur (The Murder Market) de Peter Graham Scott
- 1966 : Un mort en pleine forme (The Wrong Box) de Bryan Forbes
- 1967 : Dutchman d'Anthony Harvey
- 1967 : Les Chuchoteurs (The Whisperers) de Bryan Forbes
- 1967 : Le Bobo (The Bobo) de Robert Parrish
- 1968 : Le chat croque les diamants (Deadfall) de Bryan Forbes
- 1968 : Diamonds for Breakfast de Christopher Morahan
- 1969 : Ah Dieu ! que la guerre est jolie (Oh ! What a Lovely War) de Richard Attenborough
- 1970 : Hoffman d'Alvin Rakoff
- 1970 : The Man Who Had Power Over Women de John Krish
- 1972 : What Became of Jack and Jill ? de Bill Bain
- 1972 : Les Griffes du lion (Young Winston) de Richard Attenborough
- 1972 : I Want What I Want de John Dexter
- 1973 : Les Invitations dangereuses (The Last of Sheila) d'Herbert Ross
- 1985 : Le Docteur et les Assassins (The Doctor and the Devils) de Freddie Francis

## Distinctions (sélection)

### Nomination
- British Academy Film Award de la meilleure photographie :
  - En 1965, catégorie noir et blanc, pour Le Rideau de brume.

### Récompenses
- British Academy Film Award de la meilleure photographie :
  - En 1968, catégorie noir et blanc, pour Les Chuchoteurs ;
  - Et en 1970, pour Ah Dieu ! que la guerre est jolie.